# 교세라 우르바노 L01
교세라 우르바노 L01은 2013년 여름 교세라에서 출시한 LTE 스마트폰으로, IP57 등급의 방수 / 방진을 지원한다.